# Ijiraq (maan)
Ijiraq is een natuurlijke maan van Saturnus. Hij is in 2000 door het team van Brett Gladman, John J. Kavelaars, en hun collega's ontdekt. Zijn voorlopige naam was S/2000 S6.
In 2003 werd het Ijiraq genoemd naar een wezen uit de mythologie van de Inuit.
De doorsnede van Ijiraq is 10 km.